# Un rayon de lumière
Un rayon de lumière (titre original : His Bright Light) est un roman écrit par Danielle Steel, paru aux États-Unis en 1998 puis en France la même année.

## Résumé
Danielle Steel raconte dans ce livre la vie de son fils Nick Traina. Celui-ci était maniaco-dépressif et s'est suicidé en 1997. Il était le chanteur charismatique de Link 80, groupe américain de ska punk.